# Paddington (filme)
Paddington (bra: As Aventuras de Paddington; prt: Paddington) é filme franco-britânico de comédia, realizado por Paul King, escrito por ele e Hamish McColl, e produzido por David Heyman. Foi baseado em Paddington Bear de Michael Bond, o filme mistura live-action e animação digital. O filme contou com a participação de Ben Whishaw que foi o dublador do protagonista, Hugh Bonneville, Sally Hawkins, Julie Walters, e Nicole Kidman. Foi lançado no Reino Unido em 28 de novembro, no Brasil em 4 de dezembro de 2014, e em Portugal, em 12 de março de 2015.
Foi seguido por Paddington 2, que estreou no Reino Unido em 17 de novembro de 2017.

## Elenco
| Personagens        | Original              | Portugal           |
| ------------------ | --------------------- | ------------------ |
| Paddington         | Ben Whishaw (voz)     | Luís Franco-Bastos |
| Henry Brown        | Hugh Bonneville       |                    |
| Mary Brown         | Sally Hawkins         |                    |
| Judy Brown         | Madeleine Harris      |                    |
| Jonathan Brown     | Samuel Joslin         |                    |
| Sra. Bird          | Julie Walters         |                    |
| Millicent Clyde    | Nicole Kidman         | Ana Guiomar        |
| Samuel Gruber      | Jim Broadbent         |                    |
| Sr. Curry          | Peter Capaldi         | António Machado    |
| Tia Lucy           | Imelda Staunton (voz) |                    |
| Tio Pastuzo        | Michael Gambon (voz)  |                    |
| Montgomery Clyde   | Tim Downie            |                    |
| Barry              | Simon Farnaby         |                    |
| Joe                | Matt Lucas            |                    |
| Andre, o Ladrão    | Matt King             |                    |
| Cavalheiro Bondoso | Michael Bond          |                    |

## Produção
O filme foi anunciado em 2007 com David Heyman como produtor e Hamish McColl como argumentista. Os desenvolvimentos do filme não foram feitos até 2013, quando as filmagens se iniciaram, Heyman anunciou o lançamento do elenco, e Colin Firth seria a voz de Paddington. Com um orçamento total de 38,5 milhões de euros (R$ 134 milhões), Paddington é o filme mais caro produzido pela produtora francesa StudioCanal. A filmagem e as produções começaram em 13 de setembro de 2013. Em junho de 2014, após a filmagem principal se enrolar, Firth saiu voluntariamente do filme após o estúdio decidir que sua voz não era adequada para Paddington. O papel foi reformulado no mês seguinte, com Ben Whishaw assinando o contrato para atuar como protagonista. Paddington foi criado usando animação digital (pela empresa britânica Framestore,) com uma cabeça mecânica do personagem principal sendo usada em conjunto para ajudarem os atores a interagirem com ele. Bob Weinstein e Harvey Weinstein serviram como produtores executivos do filme.

### Música
Nick Urata compôs a banda sonora do filme.

### Home media
Paddington foi lançado em Blu-ray e DVD em 23 de março de 2015 no Reino Unido e será lançado em 28 de abril de 2015 nos Estados Unidos.

## Premiações
| Evento                           | Categoria                                           | Destinatário(s)          | Resultado |
| -------------------------------- | --------------------------------------------------- | ------------------------ | --------- |
| 68.º British Academy Film Awards | Prémio Alexander Kordafor de Melhor Filme Britânico | David Heyman e Paul King | Indicado  |
| 68.º British Academy Film Awards | Melhor Roteiro Adaptado                             | Paul King                | Indicado  |
| 20.º Empire Awards               | Melhor Filme Britânico                              | David Heyman e Paul King | Indicado  |
| 20.º Empire Awards               | Melhor Comédia Cinematográfica                      | David Heyman e Paul King | Venceu    |
| 41.º Prémio Saturno              | Melhor Filme de Fantasia                            | David Heyman e Paul King | Indicado  |